# Кибернастаняване
Кибернастаняване (на английски: cybersquatting – „самонастанявам се в киберпространството“) представлява регистрирането, насочването на трафик и използването на име на домейн без да имаш право върху него или без да си упълномощен от този, който има законно право. По-накратко, това е узурпирането на домейн с предполагаема цел – облагодетелстване от популярността на името. Това може да стане или чрез привличане на трафик от посещения към този сайт или чрез предлагането на домейна за продажба на законния му собственик на изкуствено завишена цена. Терминът идва от скуат (squatting) – да се настаняваш нелегално в незаети пространства (без право на собственост върху имота и без да се плаща рента или наем на реалните собственици.

## Технически стратегии
Понякога узурпаторите регистрират съвсем малко различни варианти на изписването на популярни марки – това е известно като typosquatting. Те разчитат на волни или неволни грешки на потребителите, които въвеждат името на домейна в браузъра.
Друга стратегия е следенето на срока на регистрация на желаните домейни. В случай, че собственикът не извърши пререгистрацията им в срок, те стават свободни за продажба. Узурпаторът може да използва дори автоматизиран софтуер с цел моментално да закупи домейна, щом той се освободи от предишния му собственик. При кражбата на домейн имена целта обикновено е придобиване на недължима облага чрез изнудване фирмата да откупи домейна или чрез нелоялна конкуренция.
Трети подход е „похищение на името“ (name jacking), което може да стане, като се регистрира домейн от второ ниво. В този случай създаването на уебсайт с похитеното име дава възможност на узурпатора да се възползва от посещенията на потребители, потърсили оригиналното име. Например, ако Джон Джоунс е известен професионалист – доктор, адвокат, финансист и т.н. – който има редовна клиентела, има голяма вероятност потенциалните нови клиенти да потърсят информация за него в Интернет. Но ако домейнът johnjones.com е бил похитен, при търсенето той ще се появи сред първите резултати и потребителят ще се озове на него. Макар че е вероятно много скоро да разбере, че е на грешен адрес, самото посещение на сайта вече носи полза на собственика, като вдига рейтинга му. Обикновено целта на сайтовете, използващи похитени домейни, е да продават продукти с висока норма на печалба като електронни книги или идеи за бизнес начинания и са достатъчни само няколко покупки от сайта, за да стане той печеливш. Освен това, привлеченият уеб трафик може да се използва и за допълнителни приходи от реклами.

## Юридическо противодействие
Споровете за собственост върху домейни могат да се разрешават от ICANN (Internet Corporation for Assigned Names and Numbers) по специална процедура, наречена Единна политика при решаването на спорове за имена на домейни (на английски: Uniform Dispute Resolution Policy, UDRP). Тя е приложима само за домейни, регистрирани в именното пространство на някои от общите домейни от първо ниво, контролирани от ICANN (.com, .net, .info и др.) или в именното пространство на регионални домейни от първо ниво, избрали да възприемат процедурата.
През март 2013 ICANN въвежда и съкратена процедура: Единна система за бързо спиране (на английски: Uniform Rapid Suspension System, URS), с която се цели предлагането на по-евтина и по-бърза защита на притежателите на търговски марки при ясни казуси.
Съдебната система също може да се произнесе при решаването на спорове, но често проблем е юрисдикцията, тъй като различните съдилища приемат като място за провеждане на делото местожителството на ищеца, на ответника или сървъра, чрез който е бил регистриран домейна. Например актьорът Кевин Спейси, завел дело в Калифорния срещу собственика на домейна kevinspacey.com, но съдът постановил, че жалбата трябва да се отнесе до канадски съд, тъй като ответникът живеел там.
Поради трудностите с юрисдикцията и различните тълкувания в националните закони хората често предпочитат UDRP, защото е по-бърза и по-евтина (около 2 – 3 хил. долара съдебни разходи), отколкото националните съдилища. Националните съдилища обаче могат да отменят тези решения и често го правят.
В някои страни като САЩ има специален закон срещу кибер-настаняването: Anticybersquatting Consumer Protection Act от 1999 г.
В международен мащаб Световната организация за интелектуална собственост от 1999 г. насам предлага арбитражна процедура, в която собственикът на запазена търговска марка може да заведе жалба при кибернастаняване. През 2006 е имало 1823 жалби – с 25% повече отколкото през 2005. Средно около 84% от жалбите се решават в полза на ищеца.

## Известни казуси
Чрез съдебно производство:
- Мадона срещу Дан Паризи[3], 2000 (дело на WIPO)
- Том Круз срещу Джеф Бъргар [4]

Без съдебно производство:
- Белия дом (The White House) срещу Whitehouse.com и Whitehouse.org